# Marco Claudio Marcello (console 51 a.C.)
Marco Claudio Marcello (... – Pireo, 45 a.C.) questore nel 64 a.C., pretore nel 54 a.C. e console nel 51 a.C., fu il fratello di Gaio Claudio Marcello (maggiore) che fu a sua volta console nel 49 a.C..

## Biografia
Fautore di Pompeo, non prese tuttavia parte alla guerra civile che contrappose questi a Cesare, decidendo di ritirarsi in esilio a Mitilene. 
Grazie all'orazione Pro Marcello pronunciata da Marco Tullio Cicerone nel 46 a.C. fu richiamato a Roma. Durante il viaggio di ritorno Marcello fu assassinato l'anno dopo al Pireo, il porto di Atene, da Magio Cilone, un suo intimo.

## Fonti
- Cicerone, In L. Catilinam oratione, I, XXI
- Cicerone, Ep. Ad Familiares IV, 12.
- Eugenia Salza Prina Ricotti, Amori e amanti a Roma, Tra Repubblica e Impero, "L'erma" di Bretschneider.